# Eivind Heiberg
Eivind Heiberg, född 29 november 1870 i Kristiania (nuvarande Oslo), död där 2 november 1939, var en norsk ingenjör, ordförande för Norges arbetsgivarorganisation och generaldirektör för Norges Statsbaner.
Heiberg utexaminerades från maskinavdelningen vid Trondhjems Tekniske Læreanstalt 1890, var ritare hos maskindirektören för Statsbanen 1890–95, avdelningsingenjör 1895–99, direktör för Skabo Jernbanevognfabrik 1899–1924 och generaldirektör för Norges statsbaner (NSB) 1924–38.
Heiberg var bland annat även ledamot av Akers herredsstyre 1901–03, ordförande i Mekaniske Verksteders Landsforening 1908–12 och Norsk Arbeidsgiverforening 1912–17, ledamot av 1906 års departementala järnvägskommitté och av Statens arbeidsledighetskommisjon 1914.
Heiberg var morfars far till Jens Stoltenberg.